# Ficus thailandica
Ficus thailandica är en mullbärsväxtart som beskrevs av C.C.Berg och S.Gardner. Ficus thailandica ingår i släktet fikonsläktet, och familjen mullbärsväxter. Inga underarter finns listade i Catalogue of Life.